# Impacto de la pandemia de COVID-19 en la comunidad LGBT

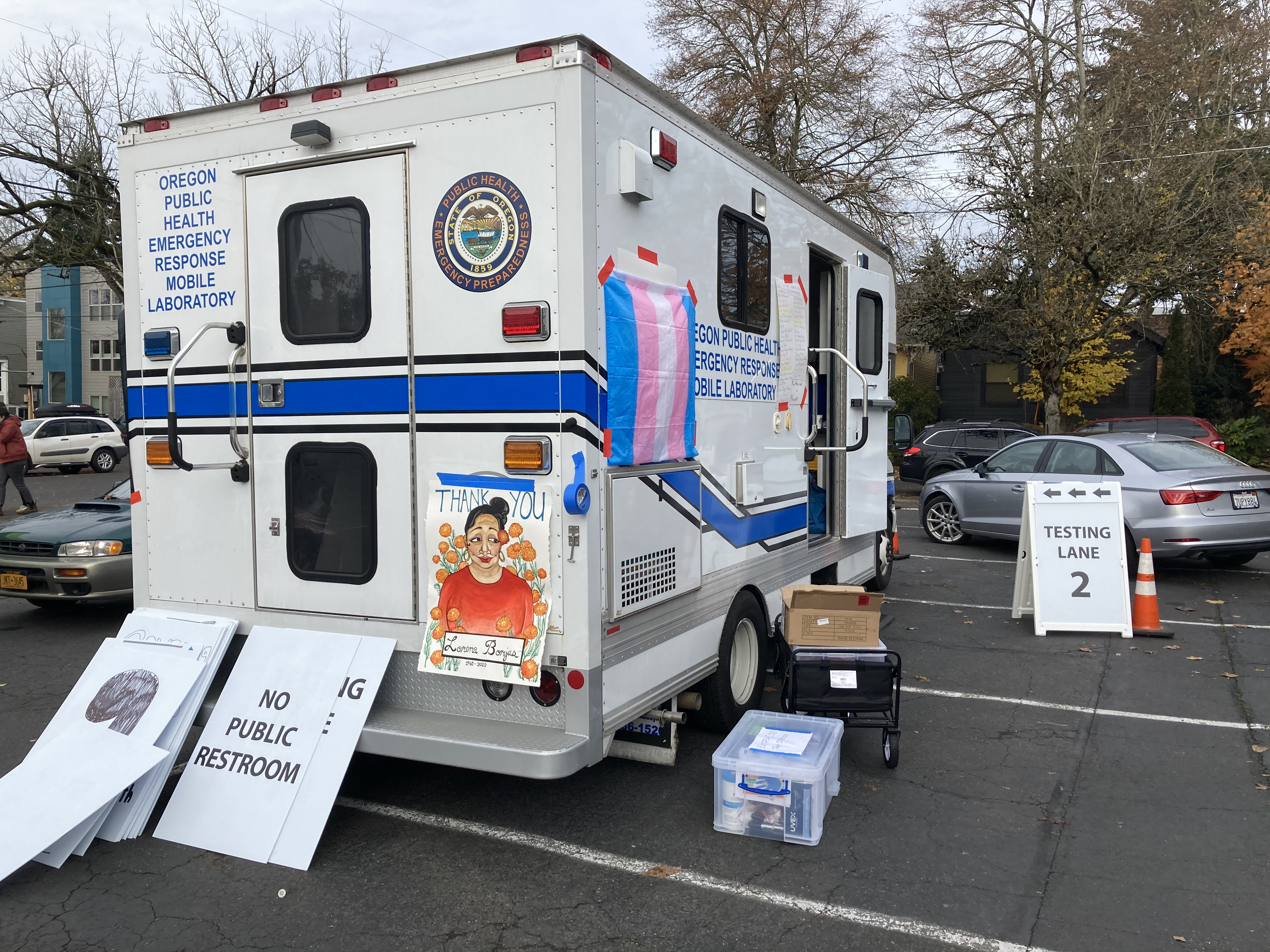
Un centro de pruebas COVID-19 en Oregón, adornado con la bandera de orgullo trans.

La pandemia de COVID-19 ha puesto de relieve las desigualdades experimentadas por las poblaciones marginadas, y ha tenido un impacto significativo en la comunidad LGBT. De acuerdo con estudios, las personas LGBTQ+ tienen un alto índice de padecimientos de afecciones de salud preexistentes, como asma, VIH/sida, cáncer u obesidad, que empeorarían sus posibilidades de supervivencia si se infectaran con COVID-19. También, en la comunidad hay probabilidad de complicación por personas fumadoras.
A nivel cultural, los eventos del orgullo gay fueron cancelados o pospuestos en todo el mundo. En 2020 se suspendieron o aplazaron más de 500 celebraciones del orgullo gay a nivel mundial y, en respuesta, se organizó en línea un evento del Orgullo Global.
Algunos países y líderes han sido criticados por organizaciones de derechos humanos como Human Rights Watch y  Amnistía Internacional por utilizar la pandemia como excusa para abusar o culpar a las comunidades minoritarias.

## Descripción
Las Naciones Unidas hicieron un llamado a todos los Estados para que tomen en cuenta urgentemente el impacto del COVID-19 en las personas lesbianas, gais, bisexuales, transgénero y de género diverso (LGBT) al diseñar, implementar y evaluar las medidas para combatir la pandemia que puede afectar desproporcionadamente a las personas LGBT y sus comunidades de todo el mundo.
Una encuesta mundial reveló que alrededor del 30 % de los hombres homosexuales se sentían inseguros en casa durante la pandemia. El 72 % de los encuestados dijeron que estaban experimentando ansiedad desde que comenzó la pandemia. Una revisión del impacto de las medidas de distanciamiento social en hombres homosexuales, bisexuales, queer, trans y dos espíritus realizada en Canadá concluyó que las medidas de control en respuesta a la pandemia tenían un gran potencial para afectar su salud mental, social y sexual.

### Impacto en la salud
COVID-19 ha tenido un impacto significativo en la salud de las comunidades marginadas de todo el mundo. Las personas LGBTQ + se ven afectadas de manera desproporcionada por afecciones médicas que afectarían su respuesta a una infección por COVID-19. Con base en información de los Centros para el Control y Prevención de Enfermedades:
- Cuando se ajustan la edad, el sexo y el año de la encuesta, las personas de minorías sexuales tienen prevalencias más altas que las personas heterosexuales de cáncer autoinformado, enfermedad renal, enfermedad pulmonar obstructiva crónica (EPOC), enfermedad cardíaca (incluido el infarto de miocardio, angina de pecho o enfermedad coronaria), obesidad, tabaquismo, diabetes, asma, hipertensión y accidente cerebrovascular. Los adultos de minorías sexuales que son miembros de grupos minoritarios raciales / étnicos afectados de manera desproporcionada por la pandemia también tienen prevalencias más altas de varias de estas condiciones de salud que los adultos de minorías raciales / étnicas que son heterosexuales.
Las personas LGBTQ + tienen menos probabilidades de tener seguro médico. Muchos informaron discriminación, prejuicio y rechazo al intentar buscar atención médica. La discriminación, el estigma o las barreras financieras en la atención médica pueden hacer que las personas LGBTQ + eviten buscar atención ante un contagio de COVID-19. A nivel mundial, las demoras hospitalarias causadas por la enfermedad de COVID-19 también han retrasado aún más las cirugías de afirmación de género y la atención para grupos de minorías, repercutiendo incluso esta situación en su salud mental.
Con base en datos, las personas de la comunidad tienen más probabilidades de estar inmunodeprimidas y discapacitadas en comparación con la población general. Comprender la asociación de las condiciones de salud con las poblaciones marginadas es importante al abordar los impactos del COVID-19. El Centro para el Control y la Prevención de Enfermedades informó que el 90 por ciento de los pacientes hospitalizados eran aquellos que tenían al menos una afección subyacente antes de contraer COVID-19. Debido a que las personas LGBTQ + tienen más probabilidades de tener afecciones de salud preexistentes, empeoran sus posibilidades de supervivencia si se infectan con la enfermedad. Las personas LGBTQ + tienen tasas elevadas de depresión y abuso de sustancias. El distanciamiento social puede agravar estas condiciones. Ser miembro de dos grupos demográficos que tienden a ser más vulnerables económicamente (por ejemplo, ser LGBTQ + e inmigrante, o una minoría racial) repercutiría también en temas de salud. Las personas mayores LGBTQ + tienen más probabilidades de encontrarse con aislamiento y, por lo tanto, derivar en otros problemas sanitarios. LGBTQ+ seniors are more likely to encounter isolation and therefore other health issues.
Las organizaciones nacionales de salud advirtieron que algunos miembros de la comunidad LGBTQ + pueden ser "particularmente vulnerables" a los efectos de la enfermedad. Las razones del aumento del riesgo incluyen tasas más altas de cáncer, VIH y tabaquismo, así como discriminación en la atención médica. Las personas LGBTQ + fuman a tasas de un 50 por ciento más altas que la población general. Los jóvenes LGBTQ + tienen tasas elevadas en el índice de personas sin hogar, recordando que la infección es más probable en espacios como refugios para personas sin hogar donde el distanciamiento social es más difícil.
Más de 100 organizaciones de derechos LGBT firmaron una carta abierta pidiendo a funcionarios de salud pública en los Estados Unidos para abordar este problema. Entre los signatarios se encuentran GLAAD, Human Rights Campaign y la organización Profesionales de la salud que promueven la igualdad LGBTQ (GLMA por sus siglas en inglés).

### Impacto en el respaldo social
Muchas personas sintieron los impactos del aislamiento social durante los encierros debido al menor tiempo de socialización con amigos y familiares. Este confinamiento, bloqueó también las redes de mediante las cuales se sentían apoyados, limitándose de diversas formas. Las personas LGBTQ+ a menudo utilizarían sus redes sociales para sentirse seguras y reafirmadas. Sin embargo, con base en estudios, las minorías sexuales y de género experimentaron un menor apoyo social percibido durante la pandemia en comparación con sus contrapartes heterosexuales y cisgénero.
Jóvenes LGBTQ + también se vieron afectados en su entorno debido a las cuarentenas. Algunos estudiantes se vieron obligados a quedarse con familias que no los apoyaban, lo que aumentó la depresión y la ansiedad. COVID-19 ha provocado un aumento de la violencia familiar en la que los jóvenes LGBTQ + que son victimizados por sus maneras de pensar. Durante la pandemia, muchas personas LGBTQ +, especialmente los jóvenes, recurrieron a las redes sociales en busca de comunidad, afirmación y apoyo. Las plataformas de texto en línea que permitían a los jóvenes LGBTQ + chatear ayudaron a aumentar la sensación de seguridad de los jóvenes que se sintieron oprimidos por sus familias. Además, las plataformas en línea basadas en texto ofrecieron a los jóvenes un espacio seguro para conectarse sin temor a contraer y propagar COVID-19.
Respecto a personas mayores LGBTQ+, las actitudes de discriminación por edad han sido especialmente frecuentes hacia ellos durante el COVID-19. A eso sumándose, que las personas mayores en general y las personas inmunodeprimidas son más vulnerables a desarrollar la enfermedad grave por COVID-19. Muchas barreras e inequidades preexistentes se exacerbaron durante la pandemia para las poblaciones mayores. Algunas personas trans mayores expresaron sentir una falta de apoyo social debido a experiencias tanto de discriminación transfóbica como de discriminación por edad. Para algunas personas mayores, las conexiones con las comunidades LGBTQ + se sintieron gravemente afectadas, por ejemplo se restringió el acceso a las actividades e interacciones en las comunidades queer. En comparación con los adultos mayores heterosexuales y cisgénero, los adultos mayores LGBTQ + tienen más probabilidades de vivir solos y experimentar un mayor aislamiento social. Además, alrededor de una cuarta parte de las personas mayores sienten que no tienen a nadie a quien llamar en caso de una emergencia. Como tal, algunos adultos mayores pueden tener menos apoyo y acceso a los servicios durante COVID-19. Los adultos mayores LGBTQ + también tienen más probabilidades de estar separados de las familias biológicas y dependen más del apoyo de amigos a medida que envejecen. Durante el COVID-19, algunos adultos mayores LGBTQ + confiaron más en la ayuda de amistades que en el apoyo de la familia biológica.
A pesar de los numerosos desafíos durante la pandemia, las comunidades LGBTQ + han mostrado resiliencia y han encontrado formas de adaptarse a través de la fuerza personal, la atención comunitaria y la aceptación. Muchos sitios web de citas LGBTQ + han compartido formas de prevenir las infecciones por coronavirus. En 2020 se suspendieron o aplazaron más de 500 celebraciones del orgullo gay a nivel mundial y, en respuesta, se organizó en línea un evento del Orgullo Global.

### Impacto en la economía y empleabilidad
COVID-19 ha provocado la pérdida de puestos de trabajo y la inseguridad financiera, especialmente para las poblaciones marginadas. Antes de la pandemia, las personas trans y no binarias solían tener bajos ingresos y estaban subempleadas debido a la discriminación sistémica. Además, los miembros de la comunidad LGBTQ + tienden a estar empleados en industrias que tuvieron mayores probabilidades de haber sido afectadas económicamente de forma negativa por la pandemia de COVID-19. Por ejemplo, el 40 por ciento de las personas LGBTQ + informaron haber trabajado en trabajos personales que se vieron muy afectados por COVID-19, como en hospitales o servicios de alimentos. Un estudio global sobre hombres homosexuales encontró que muchos experimentaron pérdidas de empleo debido a COVID-19 y tenían problemas para recibir fondos relacionados con apoyo para contrarrestar la pandemia. En el mismo estudio, los encuestados informaron recortar sus gastos de comidas con mira a reducir sus ingresos hasta un 30 por ciento. En Estados Unidos, la población LGBTQ + eran un poco más propensa a perder el empleo debido al COVID-19, en comparación con la población general.

## Global Pride
Global Pride (por su traducción Orgullo Global fue un evento LGBT en línea, que tuvo lugar el 27 de junio de 2020. Organizado como respuesta a la pandemia internacional COVID-19, luego de la cancelación de la mayoría de los eventos tradicionales del orgullo LGBTQ, en consecuencia de las restricciones de distanciamiento social. El evento contó con programación social y cultural transmitida en vivo organizada por varios grupos comunitarios LGBT y comités de orgullo alrededor el mundo.
Según el ejecutivo de InterPride, Andrew Baker, "Desde una perspectiva digital, nuestra comunidad ya tiene las herramientas para participar en períodos de aislamiento como este. Nuestra comunidad está experimentando la oportunidad de hacerlo de maneras más significativas. Nuestra comunidad también está experimentando un montón de recordatorios de por qué tenemos esas habilidades".